# Bułgaria na Zimowych Igrzyskach Olimpijskich 1976
Bułgarię na Zimowych Igrzyskach Olimpijskich 1976 reprezentowało 29 zawodników.

## Reprezentanci

### Narciarstwo alpejskie
Mężczyźni
- Iwan Penew
  - zjazd – 48. miejsce
  - gigant slalom – 31. miejsce
  - slalom – 28. miejsce

- Georgi Kochow
  - zjazd – 50. miejsce
  - gigant slalom – nie ukończył

- Petyr Popangełow
  - gigant slalom – 26. miejsce

- Wladimir Drażew
  - gigant slalom – nie ukończył

- Saszko Dykow
  - slalom – nie ukończył

### Biathlon
Mężczyźni
- Christo Madżarow
  - bieg na 20 km – 32. miejsce

- Ilija Todorow
  - bieg na 20 km – 43. miejsce

### Biegi narciarskie
Mężczyźni
- Iwan Lebanow
  - bieg na 15 km – 24. miejsce

- Ljubomir Toskow
  - bieg na 10 km – 26. miejsce
  - bieg na 30 km – 48. miejsce
  - bieg na 50 km – 39. miejsce

- Petyr Pankow
  - bieg na 10 km – 41. miejsce
  - bieg na 30 km – 49. miejsce
  - bieg na 50 km – 40. miejsce

- Christo Byrzanow
  - bieg na 10 km – 60. miejsce
  - bieg na 30 km – 53. miejsce

- Iwan Lebanow, Ljubomir Toskow, Petyr Pankow, Christo Byrzanow
  - sztafeta 4 × 10 km – 14. miejsce

### Hokej na lodzie
Mężczyźni
- Petyr Radew, Atanas Iliew, Iwan Markowski, Nikołaj Petrow, Dimo Krastinow, Dimitri Łazarow, Iwan Penełow, Georgi Iliew, Iwajło Kałew, Ljubomir Ljubomirow, Ilija Byczwarow, Bożidar Minchew, Milczo Nenow, Iwan Atanasow, Kirił Gerasimow, Marin Byczwarow, Malin Atanasow, Nikołaj Michajłow
  - 12. miejsce